# 포스트 패닉
포스트패닉(영어: POST PANIC)은 대한민국의 록 밴드이다.

## 구성원
- Andy En - 보컬, 기타, 키보드
- nAmpD - FX, 키보드, 베이스
- Chris Denny - 드럼

## 음반
2013 [Outer Space]  MV
2015 [TOKYO]  MV
2018 [WALKER]  MV